# 자노 다카유키
자노 다카유키(일본어: 茶野 隆行, 1976년 11월 23일 ~ )는 일본의 은퇴한 축구 선수이다.

## 구단 경력
1995년 J1리그의 제프 유나이티드 이치하라(제프 유나이티드 지바)에 입단했다. 1998년에 J리그컵 준우승. 2004년까지 228경기에 출전하여, 5득점을 넣었다. 2005년부터 2009년까지 주빌로 이와타에서 뛰었다. 2010년 제프 유나이티드 지바로 복귀했다. 2011년후 현역 은퇴.

## 국가대표팀 경력
그는 2004년 4월 25일 헝가리과의 경기에서 일본 국가대표팀에 데뷔했다. 2004년 AFC 아시안컵에 출전, 우승에 기여했다. 2005년 FIFA 컨페더레이션스컵, 2005년 동아시아 축구 선수권 대회에도 출전했다. 그는 2005년까지 국제 A매치 통산 7경기에 출전했다.

## 통계
| 일본 | 일본 | 일본 |
| 연도 | 출전 | 득점 |
| ---- | ---- | ---- |
| 2004 | 3    | 0    |
| 2005 | 4    | 0    |
| 통산 | 7    | 0    |